# Храмова архитектура
Храмова архитектура (а също Сакрална архитектура) е архитектура свързана с проектиране и оформяне на свещени култови обекти като църкви, джамии, ступи, синагоги, и др. Много цивилизации от древността са влагали много средства и усилия в сакралната архитектура, много древни пирамиди и храмове са се съхранили до наши дни. Религиозните и свещени постройки са едни от най-впечатляващите културни паметници, създавани от човечеството.
До появата на съвременните небостъргачи, култовите и религиозни постройки са сградите с най-големи размери. Независимо, че стилът на сакралната архитектура с времето се променя, този стил остава неповторим и самобитен.
Научната дисциплина история на архитектурата се занимава с детайлно изучаване на сакралната архитектура през всички епохи от развитието на човешката цивилизация. Сакралната геометрия, иконописта, сложната символика на знаците и орнаментите са неотменни елементи на сакралната архитектура.